# Evan Henshaw-Plath
Evan Henshaw-Plath, también conocido como Rabble, es un programador, activista y emprendedor estadounidense, reconocido por ser uno de los primeros empleados de Twitter y por su participación en la fundación de Indymedia, una red global de medios independientes. Su trabajo se ha centrado en el desarrollo de tecnologías que apoyan la comunicación descentralizada y el activismo social.

## Primeros años y educación
Nacido en California, Estados Unidos, Evan mostró desde joven un interés por la tecnología y el activismo. Durante la década de 1990, se involucró en proyectos tecnológicos en Silicon Valley. Aunque inició estudios universitarios, decidió abandonarlos para dedicarse a sus propios emprendimientos tecnológicos y proyectos de activismo social.

## Carrera

### Indymedia
En 1999, Evan fue uno de los fundadores de Indymedia (Independent Media Center), una red de medios independientes creada en respuesta a las protestas contra la Organización Mundial del Comercio en Seattle. Indymedia proporcionó una plataforma para que activistas y periodistas ciudadanos compartieran noticias desde una perspectiva alternativa, promoviendo la libre expresión y la difusión de información no filtrada por los medios tradicionales.

### Twitter
A mediados de la década de 2000, Evan se unió a Odeo, una empresa de podcasts donde colaboró con Jack Dorsey, Biz Stone y otros futuros fundadores de Twitter. Como uno de los primeros empleados, contribuyó al desarrollo inicial de Twitter, trabajando en la arquitectura y funcionalidades que permitirían a la plataforma crecer exponencialmente. En una entrevista con InfoTechnology, Evan detalló el proceso de creación de Twitter desde adentro y las dinámicas del equipo en sus inicios.

### Otros proyectos
Evan ha estado involucrado en múltiples iniciativas que combinan tecnología y activismo. Ha participado en investigaciones académicas sobre el impacto de las tecnologías digitales en los movimientos sociales y ha colaborado en el desarrollo de herramientas para la comunicación y organización en línea. Su enfoque ha sido facilitar la participación ciudadana y promover estructuras descentralizadas de comunicación. 

### Filosofía y activismo
Identificado como un anarquista de izquierda, Evan Henshaw-Plath ha dedicado su carrera a crear tecnologías que empoderen a las comunidades y fomenten la justicia social. Su trabajo busca democratizar el acceso a la información y proporcionar herramientas que permitan la organización y movilización efectiva de grupos y movimientos sociales. 